# Liste der Kulturgüter in Onnens
Die Liste der Kulturgüter in Onnens enthält alle Objekte in der Gemeinde Onnens im Kanton Waadt, die gemäss der Haager Konvention zum Schutz von Kulturgut bei bewaffneten Konflikten, dem Bundesgesetz vom 20. Juni 2014 über den Schutz der Kulturgüter bei bewaffneten Konflikten sowie der Verordnung vom 29. Oktober 2014 über den Schutz der Kulturgüter bei bewaffneten Konflikten unter Schutz stehen.
Objekte der Kategorien A und B sind vollständig in der Liste enthalten, Objekte der Kategorie C fehlen zurzeit (Stand: 1. Januar 2023).

## Kulturgüter
| Foto |                                                                                 | Objekt                                                                                     | Kat. | Typ | Standort                                | Beschreibung |
| ---- | ------------------------------------------------------------------------------- | ------------------------------------------------------------------------------------------ | ---- | --- | --------------------------------------- | ------------ |
| ja   | Datei hochladen · Wikidata zu Reformierte Kirche Saint-Martin (Q3586120)        | Reformierte Kirche Saint-Martin / Église réformée Saint-Martin KGS-Nr.: 06364              | A    | G   | Rue de l'Eglise 13bis.1 542599 / 187766 |              |
| BW   | Datei hochladen · Wikidata zu Seeufersiedlung gegenüber dem Bahnhof (Q29891341) | Seeufersiedlung gegenüber dem Bahnhof / Station lacustre en face de la gare KGS-Nr.: 06365 | B    | F   | 543379 / 187150                         |              |
| BW   | Datei hochladen · Wikidata zu L’Île, Pfahlbaustätte (Q29891339)                 | L’Île, Pfahlbaustätte / L’Île, station palafittique KGS-Nr.: 14703                         | B    | F   | 542850 / 186801                         |              |